# Лещенко Володимир Миколайович
Володи́мир Микола́йович Ле́щенко (1955) — український господарник та науковець, лауреат Державної премії України в галузі науки і техніки (2017).

## Життєпис
Народився 1955 року в Івано-Франківській області у родині вчителів Миколи Петровича (родом з села Гурбинці, Срібнянський район, Чернігівська область) та Марії Василівни Лещенків. 1962 року родина повернулася на Чернігівщину. Виростав з братами Михайлом та Василем. 1973 року із золотою медаллю закінчив Срібнянську середню школу, 1979-го — радіотехнічний факультет Київського політехнічного інституту. Проходив офіцерську службу у ракетних військах стратегічного призначення ЗС СРСР. Демобілізувавшись, працював майстром на Київському заводі «Арсенал».
Протягом 1982—1992 років проходив службу в Комітеті держбезпеки УРСР та згодом СБУ — підрозділи контррозвідки із захисту економіки — в тому числі об'єктів оборонного комплексу, Головалмаззолота, Держпостачу, банківських установ. 1992 року припинив службу в СБУ, Указом Президента призначений директором Громадського координаційного центру сприяння Президентові України. Протягом 1993—2001 років займав керівні посади у провідних українських підприємствах.
В 1998—1999 роках — радник голови ради Міжнародної спілки українських підприємців. В 1998—2002 роках — помічник-консультант депутата ВР України С. І. Пересунька.
З 1998 року є заступником директора НВФ «Пульс».
Напрям наукових зацікавлень — застосування кріохірургічного обладнання в медицині.
Автор 1 монографії, 21 друкованої праці, 8 патентів, в тому числі України, Австрії та США.
Лауреат Державної премії України в галузі науки і техніки 2017 року — за роботу «Кріотермохірургічні методи та апаратура для лікування онкологічних захворювань органів черевної порожнини»; співавтори Красносельський Микола Віллєнович, Корпан Микола Миколайович, Литвиненко Олександр Олександрович, Сандомирський Борис Петрович (посмертно), Сушко Віктор Олександрович, Худецький Ігор Юліанович.
З дружиною Іриною Анатоліївною виховали синів Сергія та Максима.
Серед патентів:
- «Комплекс вимірювальний інтраопераційний термопарний чотириканальний (квіт-4)», співавтори Дронов Олексій Іванович, Козачук Єлизавета Сергіївна, Жарков Андрій Ярославович, Земсков Сергій Володимирович, Хоменко Дмитро Іванович, Крутько Олександр Анатолійович.